# Okres Lomže
Okres Lomže (Łomża; polsky Powiat łomżyński) je okres v polském Podleském vojvodství. Rozlohu má 1353,93 km² a v roce 2019 zde žilo 50 943 obyvatel. Sídlem správy okresu je město Lomže, které však není jeho součástí, ale tvoří samostatný městský okres.

## Gminy
Městsko-vesnická:
- Jedwabne
- Nowogród

Vesnické:
- Lomže
- Miastkowo
- Piątnica
- Przytuły
- Śniadowo
- Wizna
- Zbójna

## Města
- Jedwabne
- Nowogród